# Novothymbris peregrina
Novothymbris peregrina är en insektsart som beskrevs av Knight 1974. Novothymbris peregrina ingår i släktet Novothymbris och familjen dvärgstritar. Inga underarter finns listade i Catalogue of Life.